# ASB Bank

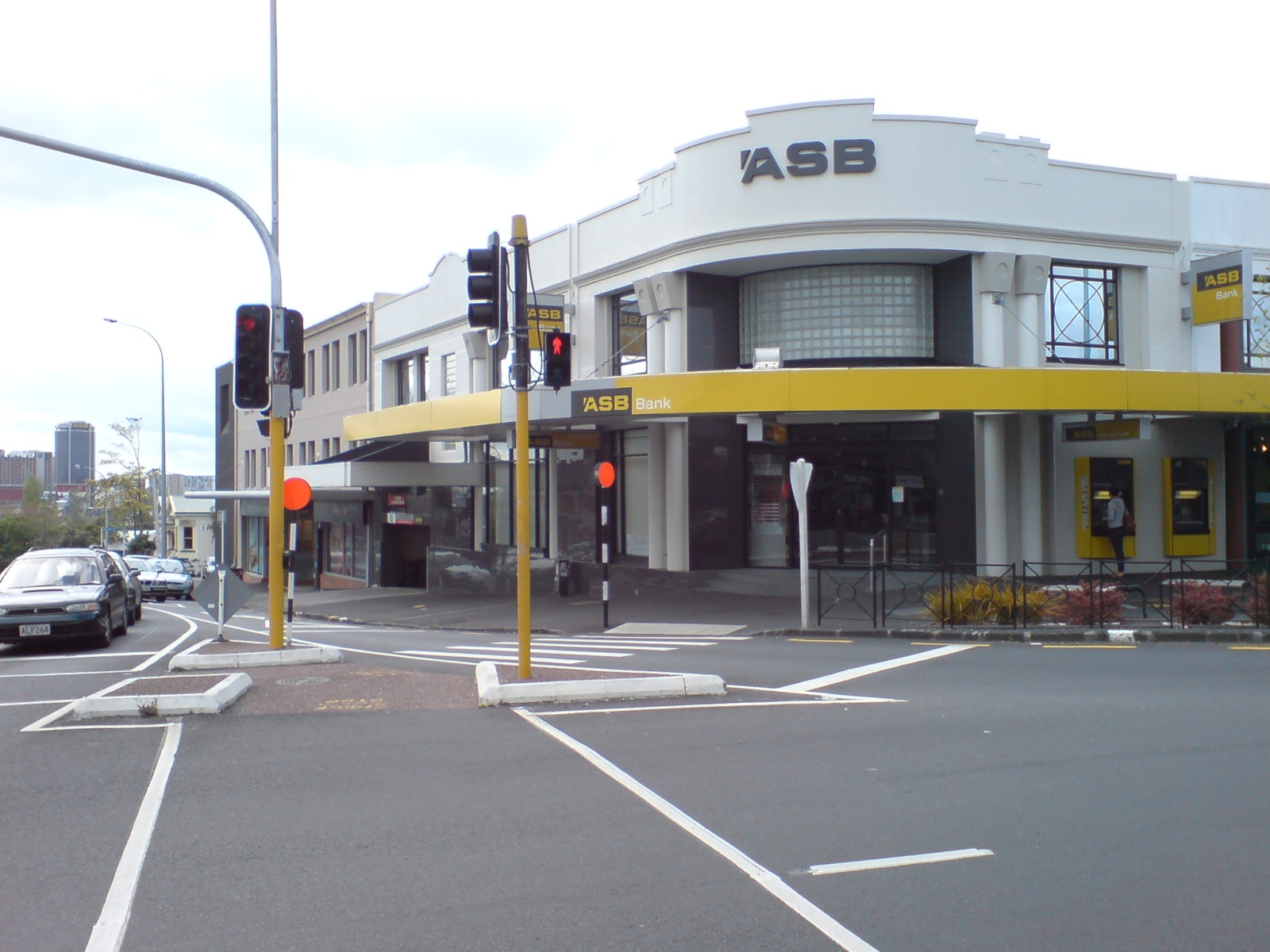
Uma filial em Ponsonby, Auckland City.

O ASB Bank, geralmente denominado ASB, é um banco de propriedade do Commonwealth Bank of Australia, que opera na Nova Zelândia. Ela fornece uma variedade de serviços financeiros, incluindo varejo, negócios e bancos rurais, gerenciamento de fundos, bem como seguros através de sua subsidiária Sovereign Limited e serviços de investimento e valores mobiliários através de suas divisões do Grupo ASB Investments e ASB Securities. O ASB também opera o BankDirect, um serviço bancário sem agência que fornece serviços via telefone, Internet, EFTPOS e caixas eletrônicos.

## História
O ASB foi fundado em 1847 como o Auckland Savings Bank. A primeira reunião foi realizada na loja de Campbell e Brown e contou com a presença de John Logan Campbell, Dr. John Johnson, Rev Thomas Buddle, John Jermyn Symonds, John MacDougall, David Graham (um irmão de Robert Graham), Robert Appleyard Fitzgerald, Thomas Forsaith, John Israel Montefiore, James Dilworth, Alexander Kennedy e William Smellie Graham.
Durante a década de 1980, a associação de bancos de poupança fundiu os bancos de poupança locais em toda a Nova Zelândia com o ASB à frente e adotou o nome ASB Trust Bank. Em 1986, o ASB retirou-se do Trust Bank e, em 1987, tornou-se um banco comercial completo sob o nome ASB Bank. Em 1988, o governo aprovou a Lei de Reestruturação de Bancos Trustee, que permitiu à ASB se tornar uma empresa pública. Em 1989, o proprietário do banco, ASB Community Trust, vendeu 75% das ações ao Commonwealth Bank. Em 1994, a ASB adquiriu e fundiu o Westland Bank, outro antigo banco de poupança, localizado na costa oeste da Ilha Sul, o que lhe permitiu operar em uma base verdadeiramente nacional. Em 1999, o ASB Group adquiriu a Sovereign Limited, uma companhia de seguros de vida, e as operações de corretagem de varejo e renda fixa da Warburg Dillon Read . Em 2000, o Commonwealth Bank comprou os 25% restantes das ações da ASB do Trust. Em 2005, o banco mudou a marca do ASB Bank para ASB para refletir o provedor de serviços financeiros mais integrado em que se tornara.

## Inovação
A ASB tem uma reputação de inovação e de adoção de novas tecnologias. O banco ganhou vários prêmios, incluindo o NetGuide Award para o melhor site de serviços financeiros em 2006 e 2007, o TUANZ Innovation Award para Serviços Financeiros em 2001, 2002, 2003 e 2005 e, recentemente, o inaugural anual da Beststar, o Melhor Banco Bancário Online da Canstar em 2012.
O ASB lançou o pago em novembro de 2006, que é um serviço de pagamento eletrônico que permite que qualquer pessoa com uma conta bancária na Nova Zelândia envie fundos liberados por telefone celular ou internet para outra pessoa ou varejista participante em tempo real. A tecnologia não obteve sucesso da maneira esperada pelo ASB, com muito pouco uso e praticamente nenhuma atualização significativa desde 2010. O ASB Securities, lançado em 1999, continua sendo o maior corretor on-line da Nova Zelândia em termos de volume de negócios e clientes ativos.
O banco obteve sucesso significativo ao ser o primeiro a introduzir serviços e recursos inovadores no mercado da Nova Zelândia. O ASB foi o primeiro banco da Nova Zelândia a oferecer:
- Internet banking (FastNet Classic em 1997)
- filiais abertas sete dias por semana (1998)
- negociação de ações on-line nos mercados de ações da Austrália e da Nova Zelândia (via ASB Securities em 1999)
- serviços bancários via celular (ASB Mobile em 1999)
- a capacidade de os clientes deixarem de receber suas declarações em papel (2003)
- serviços bancários via PDAs e serviços bancários móveis baseados em navegador (2006)
- arredondamento automático de transações em que a diferença é colocada em uma conta poupança (Save the Change em 2010)
- Pagamentos de amigos do Facebook por aplicativos ASB Mobile iOS, Android e Windows Phone (2012)
- um aplicativo imobiliário dedicado para iOS (ASB Property Guide em 2012)

## Publicidade e patrocínio
O ASB ficou conhecido por usar personagens conhecidos em sua publicidade. O banco teve uma série de comerciais bem-sucedidos e premiados com o personagem Ira Goldstein (interpretado pelo ator americano Steve Mellor), um banqueiro americano enviado à Nova Zelândia para descobrir "o que torna esse banco diferente". Os anúncios foram populares em um período de 11 anos. No entanto, a campanha terminou em 2010, quando o banco se mudou para uma nova agência de publicidade da TBWA/Whybin.
Em outubro de 2011, o banco lançou a campanha Experience ASB com a nova agência de publicidade Droga5. A campanha contou com a narração do ator inglês Dame Judi Dench e permitiu que clientes em potencial "testassem" o banco antes de ingressar.
Em julho de 2012, a ASB deixou a Droga5 para a Saatchi & Saatchi. Em fevereiro de 2013, a ASB lançou uma nova campanha publicitária, com Brian Blessed tocando uma versão ficcional de si mesmo, incentivando os neozelandeses a se orgulhar de suas realizações, grandes ou pequenas.
O banco também apoia o ASB Community Trust, que foi formado em 1988 com uma doação da venda do ASB ao Commonwealth Bank da Austrália. O Trust distribuiu mais de US$ 745 milhões desde 1988, principalmente concedendo doações às áreas de artes, esporte, recreação, meio ambiente, patrimônio, saúde e serviços sociais, além de financiar projetos de capital em comunidades locais da Nova Zelândia.
A ASB é o patrocinador corporativo de várias organizações e eventos de destaque na Nova Zelândia, como:
- Coastguard New Zealand
- St John New Zealand
- Starship Foundation
- New Zealand Football - incluindo a ASB Premiership, a ASB Chatham Cup, a ASB National Woman's League, a ASB Woman Knockout Cup e a ASB National Youth League

- Tênis - incluindo o ASB Classic, o tênis de Auckland, o tênis de Canterbury e o tênis de South Canterbury.[14]
- ASB Gardens Magic - Uma série de concertos de verão realizados em Wellington.
- ASB Classical Sparks - Um concerto anual no Hagley Park de Christchurch, que atrai uma audiência de mais de 120.000.
- ASB Polyfest - Um evento de quatro dias em Auckland, com mais de 9.000 alunos artistas celebrando a cultura do Pacífico e atraindo um público de mais de 90.000.[15]

O banco também é um dos principais patrocinadores de vários locais de eventos na Nova Zelândia:
- ASB Showgrounds[16]
- Estádio ASB
- ASB Tennis Center
- ASB Stand e ASB Lounge em Eden Park
- Patrocinador fundador do North Harbor Stadium
- Foyer ASB no TelstraClear Pacific Events Center
- Teatro ASB no Aotea Center
- ASB Atrium e ASB Careers Center no Edifício Owen G. Glenn da Universidade de Auckland, sede da Escola de Negócios da universidade.